# Albert Girard
Albert Girard (* 1595 in St. Mihiel, Frankreich; † 8. Dezember 1632 in Leiden, Niederlande) war ein französischer Mathematiker.

## Leben
Girard wurde in Lothringen geboren und floh als Protestant (Mitglied der Reformierten Kirche) in die Niederlande, wo er ab 1617 in Leiden studierte. Davor war er professioneller Lautenspieler. Später war er Ingenieur in der Armee des Prinzen von Oranien, wie beispielsweise aus einem Brief von Pierre Gassendi hervorgeht. Girard übersetzte auch Werke über Festungsbaukunst vom Französischen ins Flämische und umgekehrt.
1626 veröffentlichte er eine Abhandlung über Trigonometrie, in der – nach einigen Quellen – erstmals die Abkürzungen sin, cos und tan verwendet wurden.
1629 führte er (als einer der Ersten) den Gebrauch von Klammern in die Buchstabenrechnung ein, um damit längere Rechenanweisungen korrekt anschreiben zu können. Das taten auch einige Zeitgenossen wie Christophorus Clavius (1608), Richard Norwood (1631), durchsetzen konnte sich das aber erst Ende des 17. Jahrhunderts.
Er vermutete als Erster 1608, dass ein Polynom n-ten Grades auch tatsächlich n Lösungen besitzt, die teilweise reell, teilweise komplex sind (siehe Fundamentalsatz der Algebra).

## Belege und Anmerkungen
1. ↑  Nach anderen Quellen stammen die Bezeichnungen von Edmund Gunter (1581–1626), der 1624 ein mechanisches Gerät zur Berechnung von Logarithmen (Gunter-Skala) erfand. In der Beschreibung verwendet er die Abkürzungen sin und tan. Für cosinus wählte Gunter die Bezeichnung co.sinus, welches von John Newton (1622–1678) in cosinus abgewandelt wurde. Die Abkürzung cos wurde 1674 zuerst von Sir Jonas Moore (1617–1679) verwendet.
2. ↑  Florian Cajori A History of Mathematics, 1893, S. 158.